# Дингес, Георгий Генрихович
Георгий Генрихович Дингес (13 декабря 1891 — 18 июля 1932) — российский этнограф и музейный работник, специалист по изучению языка и быта немцев Поволжья.

## Биография
Родился в семье зажиточного немецкого крестьянина-колониста. Окончил историко-филологический факультет Московского университета (1917), защитив диссертацию на тему: «О русском влиянии на диалекты немецких колонистов Самарской и Саратовской губерний». Получил предложение остаться на кафедре для дальнейшей научной и преподавательской деятельности, однако революционные события помешали этим планам: во время Октябрьской революции Дингес оказался в родных местах и принял активное участие в создании немецкой автономии.
С ноября 1918 г. Дингес — лектор педагогического факультета Саратовского университета, с 1923 г. профессор кафедры западноевропейских языков и литературы. Научная деятельность Дингеса была посвящена, главным образом, изучению говоров поволжских немцев. Летом 1924 г. по направлению Наркомпроса РСФСР Дингес находился в трёхмесячной командировке в Германии, принял участие в работе Неофилологического съезда в Берлине, выступал с лекциями и докладами, участвовал в работе над Немецким лингвистическим атласом в Марбурге. В 1925 г. Г. Дингес возглавил Центральное бюро по изучению диалектов немцев Поволжья, которое объединяло учёных, писателей, учителей школ, студентов.
Одновременно Дингес вёл большую краеведческую работу. В 1919 г. он вступил в Саратовское краеведческое общество «Истархэт», принимал активное участие в создании Саратовского этнографического музея, немецким отделением которого заведовала его жена Эмма Готфридовна Дингес. В 1925 г., после неоднократных обращений Дингеса в Народный комиссариат просвещения АССР Немцев Поволжья, в столице АССР Немцев Поволжья г. Покровске был открыт Центральный музей АССР Немцев Поволжья, и Дингес стал его первым директором. В музее была собрана коллекция одежды и других предметов быта поволжских немцев, книги и рукописи, иные этнографические и археологические материалы. В 1926—1929 гг. вышли на немецком языке 4 выпуска «Mitteilungen des Zentralmuseums» (Сообщений Центрального музея).
В 1930 г. Дингес был арестован по обвинению в «антисоветской националистической деятельности и антисоветской агитации» и выслан в Томскую область. Работал в приёмном покое районной больницы в городе Колпашево, умер, заразившись сыпным тифом. Реабилитирован в 1964 году.

## Память
В Энгельсском краеведческом музее (восстановленный Центральный музей республики немцев Поволжья) в 2005 г. подготовлен сборник (Сообщения Энгельсского краеведческого музея. Вып. 7: Наследие и региональные исследования), в котором собраны научные работы Дингеса и статьи современных специалистов о Дингесе и его вкладе в науку.